# Lugașu de Jos
Lugașu de Jos is een Roemeense gemeente in het district Bihor.
Lugașu de Jos telt 3351 inwoners.